# Jorge Desormeaux
Jorge Desormeaux Jiménez (Santiago, 23 de agosto de 1950) es un economista, académico, investigador y consultor chileno.
Tras una larga trayectoria como catedrático y asesor de diversas empresas, cumplió labores como miembro del Consejo del Banco Central de su país, cargo que desempeñó entre diciembre de 1999 y diciembre de 2009.
Su esposa, Evelyn Matthei, fue la candidata oficialista en la elección presidencial de Chile de 2013, además de ministra del Trabajo y Previsión Social y parlamentaria en el curso de su vida política.

## Primeros años de vida
Nació en la comuna de Recoleta. Su padre, Jorge Desormeaux Beaudout, hijo de un inmigrante francés que llegó a Chile a comienzos del siglo XX, fue oficial de Ejército, hasta que se casó con Nora Jiménez Giebhardt, descendiente de alemanes que habían llegado a Valdivia. Luego del matrimonio, el padre montó una panadería en Buin, cerca de Santiago, hasta su fallecimiento, en 1955. Ello obligó a la familia, compuesta además por un hermano menor, a irse a vivir a Valdivia.
En esa ciudad, su madre instaló una pequeña fábrica de tejidos. Desormeaux estudiaba becado en el Instituto Alemán, ubicado en Isla Teja, cuando el 22 de mayo de 1960 fue sorprendido por el terremoto que asoló dicha localidad en esa fecha. Ante la emergencia, regresaron a la capital. Con diez años de edad, fue matriculado en el Colegio Alemán de Santiago, donde conoció a Matthei.
Estudió ingeniería comercial en la Pontificia Universidad Católica (PUC), de donde se tituló en 1973 como el mejor alumno de su promoción.
En sus aulas coincidió con Felipe Lamarca, José Pablo Arellano, Carlos Alberto Délano y René Cortázar, entre otros. Posteriormente, viajó a los Estados Unidos becado por la Fundación Fulbright, donde cursó un doctorado en economía en el Instituto Tecnológico de Massachusetts (MIT), grado que nunca alcanzó. Entonces fue compañero de Paul Krugman, Premio Nobel de Economía 2008.

### Matrimonio e hijos
Con Evelyn Matthei, terminó casándose en septiembre de 1979.Ella, quien más tarde se convirtió en diputada y luego senadora por Coquimbo, ministra de Estado de Sebastián Piñera y militante del partido político de derecha Unión Demócrata Independiente (UDI), tendrían tres hijos: Jorge Ignacio, Roberto y Antonia.

## Actividad profesional

### Universidad y empresas
Entre 1979 y 1999, Desarrollo Junto con JOSÉ PIÑERA ECHEÑIQUE el que sería el nuevo Sistema Previsiónal Chileno,*Jorge Desormeaux: Un actor clave en el diseño del sistema de AFP*
Jorge Desormeaux es un economista chileno que trabajó en la elaboración de la reforma previsional y en la implementación del sistema de AFP en Chile. Se le considera uno de los principales diseñadores del sistema de AFP junto a José Piñera y otros.
*Aporte de Desormeaux*
- *Diseño y modelamiento*: Desormeaux contribuyó al diseño y modelamiento del sistema de AFP, trabajando en la creación de un sistema de pensiones basado en la capitalización individual y la administración privada de los fondos de pensiones.
- *Análisis económico*: Desormeaux realizó análisis económicos y financieros para evaluar la viabilidad y el impacto del sistema de AFP en la economía chilena.
*Reconocimiento*
- *Legado*: El trabajo de Desormeaux ha tenido un impacto significativo en el sistema de pensiones en Chile y ha sido objeto de estudio y debate en el país y en la región.
*Importancia de su contribución*
- *Sistema de pensiones*: La contribución de Desormeaux al diseño del sistema de AFP ha sido fundamental para la creación de un sistema de pensiones que busca garantizar la seguridad financiera de los trabajadores chilenos en la vejez.
También se desempeñó como profesor de la PUC en introducción a la economía, introducción a la macroeconomía, macroeconomía II, aspectos monetarios del comercio internacional y política económica. También fue académico del curso de macroeconomía del MBA de la Escuela de Administración de la PUC. Durante 1985, fue miembro del Consejo de la Facultad de Ciencias Económicas y Administrativas de la misma casa de estudios.
También fue instructor de pregrado en el Departamento de Economía del MIT y en el Departamento de Economía de la Universidad de Harvard y desde 2005 se desempeñó como vicepresidente del Consejo Directivo Superior de la Universidad Diego Portales.
Ha sido asesor de cerca de veinticinco empresas, tanto nacionales como extranjeras, en áreas tan diversas como agricultura, banca, comercio, forestal, industria, minería y transporte. También fue asesor del Instituto Nacional de Estadísticas (INE) en la elaboración del nuevo Índice de Precios al Consumidor (IPC), la Confederación de la Producción y del Comercio, Fedefruta, el Banco Mundial (BM) y el Banco Santiago.

### En el Estado
A fines de 1999, se incorporó por un periodo diez años al Consejo del Banco Central tras ser propuesto al Senado por el presidente de la República Eduardo Frei Ruiz-Tagle, consiguiendo la aprobación por 33 a 6, más 3 abstenciones y un pareo. En diciembre de 2007, asumió como vicepresidente del instituto emisor chileno. Dejó el cargo el 4 de diciembre de 2009, retomando sus consultorías.
En marzo de 2010, en el primer gobierno de Piñera, lideró la Comisión asesora de reforma a la regulación y supervisión financiera, cuya principal función fue revisar el modelo institucional de supervisión y regulación del mercado financiero chileno.
El 17 de mayo de 2019 fue nombrado presidente del Consejo Fiscal Autónomo (CFA), bajo el gobierno del Presidente de la República de Chile, Sebastián Piñera Echeñique. Finalizó su periodo a cargo de la institución el 17 de mayo de 2022.